# Török Tibor
Török Tibor (Debrecen, 1961. május 16.) magyar biológus, archeogenetikus, a Szegedi Tudományegyetem és a Magyarságkutató Intézet munkatársa.

## Élete és munkássága
Egyetemi tanulmányait a debreceni Kossuth Lajos Tudományegyetem biológia szakán végezte. Innen az MTA Szegedi Biológiai Kutatóközpontjának Genetikai Intézetébe került mint tudományos segédmunkatárs. 
Szegeden kezdetben genetikai alapkutatásokat végzett ecetmuslicán. Vizsgálta a daganatképződésben szerepet játszó gének biológiai szerepét vizsgálta, később a kromoszómák szerveződéséért felelős géneket kutatta. Ösztöndíjasként 5 évet töltött heidelbergi, kaliforniai és bécsi kutatóintézetekben. 
2004-ben az SZTE Genetikai Tanszékén kezdett oktatni egyetemi docensként. Az „Erkölcs és vallás evolúciós alapjai” című kurzusa különösen nagy népszerűséget szerzett. 
2012-ben új kutatási témába kezdett, a régészeti genetikával kezdett foglalkozni. Közelebbről a Kárpát-medencében a régészeti feltárásokkal felszínre került emberi maradványokat kezdték vizsgálni genetikailag társaival. 
A szegedi archeogenetikai labor célja a Kárpát-medence benépesedésének rekonstruálása. Az első eredmények a honfoglaló magyarok származásáról születtek, amely jelentős visszhangot kaptak, és a hazai régész–nyelvész szakmákban erős nemtetszést is kiváltottak.

## A magyarság eredetéről
2022 májusában Török Tibor és Neparáczki Endre archeogenetikusok mintegy harminc társukkal tanulmányt tettek közzé a Current Biology című nemzetközi szaklapban, amelyben a mitokondriális DNS genetikai vizsgálata alapján korábbi eredményeiktől eltérően kimutatták, hogy a honfoglaló magyarok magját képező népesség finnugor származású volt.
48 mintát vettek 19 honfoglaláskori „szállási” temetőből, illetve 65 mintát 9 köznépi temetőből. A genomot, vagyis a minták teljes örökítő információját vizsgálták, majd összevetették 2700 másik archaikus genommal.
A vizsgálat legfontosabb megállapításai a következők voltak:
- A honfoglaló magnépesség genomja a mai népek közül a baskírokhoz, valamint a szibériai és volgai tatárokhoz hasonlít leginkább.
- Ugyanez a genom 50% manysi (finnugor), 35% szarmata (indoiráni) és 15% hsziungnu (ázsiai hun) keveredéseként modellezhető.

Török Tibor (az SZTE Genetikai Tanszék és az Magyarságkutató Intézet Archeogenetikai Kutatóközpont munkatársa) 2023 áprilisában Szentendrén egy konferencián így ismertette eredményeiket: 

„Kiderült, hogy a manysik többszörösen közelebb állnak a honfoglalókhoz, mint a többi vizsgált nép. […] A manysik ősei lehettek ősei a honfoglalóknak, fordítva viszont ez nem igaz. A nyelvészeti hipotézis tehát ül. A honfoglaló magyarok magnépessége finnugor származású volt. Gyakorlatilag igazoltuk genetikailag a finnugor elméletet.”